# Lohmannia similis
Lohmannia similis is een mijtensoort uit de familie van de Lohmanniidae. De wetenschappelijke naam van de soort is voor het eerst geldig gepubliceerd in 1962 door Balogh.